# ترخيص العلامة التجارية
الترخيص، استئجار أو تأجير الأصول غير الملموسة. وهي عملية إنشاء وإدارة العقود بين مالك العلامة التجارية والشركة أو الفرد الذي يريد استخدام العلامة التجارية بالاشتراك مع المنتج، مع الاتفاق على زمان ومكان محددين. يُستخدم الترخيص من قِبل مالكي العلامات التجارية لتمديد علامة أو شخصية ما على منتجات ذات طبيعة مختلفة تمامًا.
بعض الأمثلة على ذلك: أغنية (فوق قوس قزح) أو شخصية (بطوط) أو اسم (مايكل جوردن) أو علامة تجارية (شركة فندق ريتز كارلتون). يتطلب ترتيب ترخيص العلامة التجارية اتفاقية ترخيص. تسمح هذه الاتفاقية للشركة التي تقوم بتسويق منتج أو خدمة (مرخص لها) باستئجار علامة تجارية من مالك العلامة الذي يدير برنامج الترخيص (مُرخِّص).

## التاريخ
ترخيص العلامة التجارية هو عمل ثابت، في مجال براءات الاختراع والعلامات التجارية. يوجد تاريخ غني لتراخيص العلامات التجارية في الأعمال التجارية الأمريكية، إذ بدأت بالانتشار مع ظهور وسائل الترفيه الجماهيرية، مثل: الأفلام والكوميديا ولاحقًا التلفزيون. أدت شعبية ميكي ماوس في الثلاثينيات والأربعينيات من القرن الماضي إلى انتشار واسع لألعاب الأطفال والكتب والمنتجات الاستهلاكية، ولم يُصنّع أي منها بواسطة شركة والت ديزني.
تسارعت هذه العملية مع تحول الأفلام والتلفزيون إلى عناصر أساسية في الأعمال الأمريكية. لم يبدأ ظهور ترخيص العلامة التجارية إلا بعد ذلك بكثير، عندما وجدت الشركات أن المستهلكين سيدفعون بالفعل أموالًا مقابل المنتجات التي تحمل شعارات علاماتهم التجارية المفضلة.
أصبحت قمصان برجر كنج وأزياء الهالوين من ماركة غود هيومر للآيس كريم شائعة جدًا. أدى تمديد العلامات التجارية لاحقًا إلى جعل سوق ترخيص العلامات التجارية أكثر ربحًا، إذ أدركت الشركات إمكانياتها بأن تجني مالًا حقيقيًا عن طريق تأجير أسهمها إلى المصنعين. فكانت على استعداد لدفع الرسوم على صافي مبيعات منتجاتها لاستئجار المنتج الذي يحمل علامة تجارية معروفة بدلًا من إنفاق الملايين على إنشاء علامة تجارية جديدة. آرمور أول وزبادي برايرز وتي جي آي فرايديز ليست سوى جزء من المنتجات التي حملت أسماء تجارية مشهورة وصُنعت بموجب تراخيص من قبل شركات منفصلة عن الشركات التي تملك العلامة التجارية.

## أسباب الترخيص
يمكن أن تختار إحدى الشركات ترخيص علامتها التجارية عندما تعتقد أن هناك قبولًا قويًا من جانب المستهلك لملحقات أو منتجات هذه العلامة. فعلى سبيل المثال، عندما أطلقت شركة أبل جهاز آيبود، كانت هناك حاجة فورية إلى الملحقات، مثل: سماعات الرأس والشواحن والأغلفة. قررت الشركة عدم تصنيع هذه المنتجات وبدلًا من ذلك اختارت أن تحصل على ترخيص لتصنيعها. وبذلك، قدمت الشركة عروضًا لشراء «سماعات إيربود» و«شواحن آيبود» و«آيبود سوكس». صُنع كل منها من قبل شركة منفصلة ولكنها باجتماعها مع بعضها قدمت للمستهلك حلًا ممتازًا. بيعت كل هذه الملحقات بشكل مرخص.
بغض النظر عن الفوائد التي تعود على مانحي الترخيص، هناك فوائد أيضًا للمرخص لهم. فهم يستأجرون حقوق العلامة التجارية لدمجها في بضائعهم، لكنهم لا يشاركون في ملكيتها.
فالوصول إلى العلامات التجارية الوطنية والعالمية الرئيسية والشعارات المرتبطة بتلك العلامات، يمنحهم فوائد كبيرة. وأهمها قوة التسويق التي تجلبها العلامة التجارية للمنتجات. عندما يدخل مديرو العلامات التجارية أو يمتدون إلى فئات منتجات جديدة من خلال الترخيص، فإنهم يخلقون فرصة لتنمية شركتهم. فيما يلي مثال لخطوات عملية ترخيص المنتج:
- يختار مانح الترخيص فئات المنتجات المراد ترخيصها.
- يجد مانح الترخيص ويتفاوض مع أفضل الجهات المرخص لها.
- يُطور المُرخص لهم المفاهيم والنماذج الأولية وعينات الإنتاج النهائية ويقدمونها للموافقة عليها.
- يوافق مانح الترخيص على المنتجات المرخصة للبيع.
- يبيع المرخص لهم المنتجات لتجار التجزئة المعتمدين.[3]